# Das Andere Deutschland
Das Andere Deutschland. Unabhängige Zeitung für entschiedene demokratische Politik war eine 1925 gegründete Zeitung für republikanische und pazifistische Politik. Die Zeitung ging aus der 1921 gegründeten Monatsschrift Der Pazifist hervor und wurde ebenso wie ihre Vorgängerin von Fritz Küster herausgegeben. Das Andere Deutschland war das Publikationsorgan des Westdeutschen Landesverbandes der Deutschen Friedensgesellschaft. Ein wichtiger Mitarbeiter war Heinz Kraschutzki.

## Das Andere Deutschlandin der Weimarer Republik

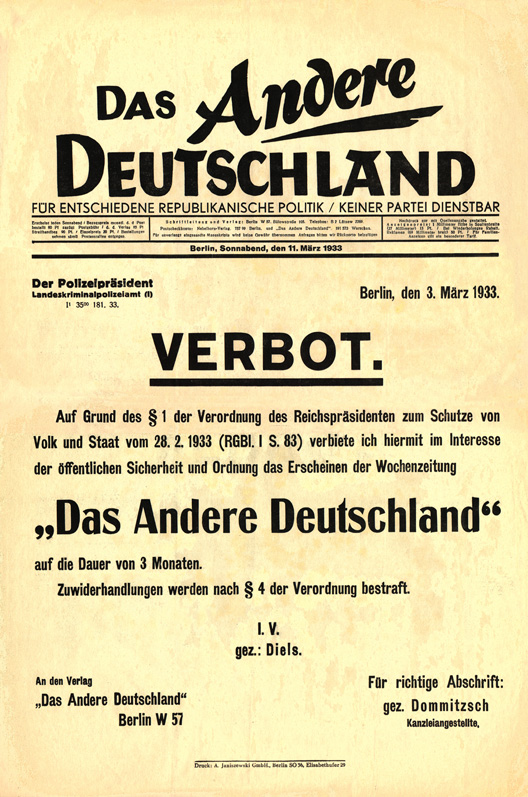
Titelseite vom 11. März 1933 mit der Ankündigung des Verbots

Während der Weimarer Republik schrieben unter anderem Kurt Tucholsky, Erich Kästner, Hermann Mohn, Heinrich Ströbel, Hein Herbers, Berthold Jacob, Carl Mertens und Friedrich Wilhelm Foerster für die Zeitung. Die Nationalsozialisten verboten im März 1933 das Blatt, Küster wurde von 1933 bis 1938 in verschiedenen Konzentrationslagern inhaftiert.
1925 veröffentlichte Das Andere Deutschland drei Artikel von Berthold Jacob, in denen das System der Zeitfreiwilligen zur Umgehung der Bestimmungen des Versailler Vertrags aufgedeckt wurde. Infolgedessen wurden Jacob und Küster 1928 im „Ponton-Prozess“ wegen „publizistischen Landesverrats“ zu je neun Monaten Festungshaft verurteilt.

## Das Andere Deutschlandals Zentrum des antifaschistischen Kampfes in Lateinamerika
Den Namen Das andere Deutschland (DAD) übernahm 1937 auch ein in Buenos Aires als Verein gegründetes Hilfskomitee für deutsche Emigranten.
Der Verein Das Andere Deutschland verstand sich als eine überparteiliche politische Bewegung, die sich, im Gegensatz zu anderen in Buenos Aires bereits existierenden Organisationen, vorrangig um die Belange von Flüchtlingen kümmerte, speziell auch um die nichtjüdischen Flüchtlinge, da es für jüdische Flüchtlinge bereits den seit 1933 bestehenden Hilfsverein deutschsprechender Juden gab. Es war eine eher lose Vereinigung, die auf einem breiten politischen Spektrum und einer einmütigen antifaschistischen Frontstellung beruhte. Die Protagonisten der Bewegung standen der SAPD, dem linken Flügel der SPD, und dem ISK nahe und agierten lange Zeit ohne bedeutsame politische oder private Konflikte. „Der innere Bruch erfolgte hier wie überall in der deutschen Emigration nach dem Hitler-Stalin-Pakt 1939.“
Von der Pestalozzi-Schule und dem Argentinischen Tageblatt gingen die Gründungsinitiativen für die Vereinigung Das Andere Deutschland aus, wobei sich das Lehrpersonal der Schule zunächst noch zurückhielt, um die Schule nicht in Schwierigkeiten seitens der argentinischen Schulbehörde zu bringen.
Das erste Flugblatt des Vereins wurde von zehn Personen unterzeichnet, darunter Carl Meffert und Erich Bunke, ein früherer Sport- und Mathematiklehrer an der Karl-Marx-Schule (Berlin-Neukölln) und Vater von Tamara Bunke. Bezugnehmend auf die nationalsozialistischen Repressionen in Deutschland hieß es in dem Gründungsaufruf:

„In dieser Zeit der schwersten Bedrohung Deutschlands müssen alle Freunde Deutschlands sich vereinigen, um die deutsche Ehre und das deutsche Ansehen in der Welt, um Deutschland selbst zu retten.“

Um die Hilfe für die Emigranten finanzieren zu können, wurde beim Argentinischen Tageblatt ein Spendenkonto eingerichtet. Unterstützung erhielten aber nicht nur Hilfsbedürftige in Argentinien, sondern auch deutsche Spanienkämpfer in Frankreich und notleidende tschechische Menschen. Die Schüler der Pestalozzi-Schule, zu einem großen Teil selber Flüchtlingskinder, beteiligten sich aktiv an den Hilfsaktionen und sammelten Spenden. Sie kamen unter anderem Kindern zugute, die in französischen Lagern wie dem Camp de Rivesaltes interniert waren. Das Andere Deutschland veröffentlichte darüber 1941 und 1942 die Broschüre „Kinder hinter Gittern“, deren Titelblatt von Carl Meffert gestaltet worden war.
Im Laufe der Zeit fanden sich Anhänger und Sympathisanten des Das Andere Deutschland in Bolivien, Brasilien, Chile, Kolumbien, Kuba, Paraguay, Uruguay und Venezuela. Im Januar 1943, aus Anlass des zehnten Jahrestages der nationalsozialistischen Machtergreifung in Deutschland, veranstaltete die Bewegung im uruguayischen Montevideo den „Kongress der deutschen Antifaschisten Südamerikas“. Präsidiumsmitglied des Kongresses war auch Walter Damus, der dem Vorstand des Anderen Deutschlands angehörte und Lehrer an Pestalozzi-Schule in Buenos Aires war.
Von dem Kongress in Montevideo wurde über Sender in Moskau, New York City und London eine Radiobotschaft an das deutsche Volk gesendet. Dieses gegen die Stimmen der Kommunisten verabschiedete „Politische Manifest der Deutschen Antifaschisten Südamerikas“ propagierte den Aufbau eines sozialistischen Deutschlands nach der Zerschlagung des Hitler-Faschismus. Die ebenfalls beschlossene Bildung eines „Zentralkomitees der deutschen Opposition in Südamerika“ kam ebenfalls wegen des kommunistischen Widerstands nicht zustande. Von dieser Seite aus wurde vielmehr die Etablierung eines der KPD nahestehenden lateinamerikanischen Komitees der „Bewegung Freies Deutschland“ als alleinigem Repräsentanten aller Hitlergegner im lateinamerikanischen Exil vorangetrieben. Das Andere Deutschland galt fortan als sektiererisch.
Die Arbeit des Komitees Das Andere Deutschland überdauerte in Argentinien für einige Zeit das Ende des Zweiten Weltkriegs. Im Sommer 1945 initiierte es das Deutschland-Hilfswerk, das im Verbund mit anderen Hilfsorganisationen Geld- und Sachspenden für bedürftige Menschen in Deutschland sammelte.

### Die Zeitschrift La Otra Alemania/Das Andere Deutschland
Ab 1938 erschien eine von August Siemsen redigierte Zeitschrift unter dem Doppelnamen La Otra Alemania/Das Andere Deutschland. Zunächst nur hektographiert verbreitet, ab März 1939 dann gedruckt, erreichte die Zeitschrift in den 1940er Jahren eine Auflage von 4000 Exemplaren: „Schwerpunkte der Berichterstattung waren die Nazi-Aktivitäten in Südamerika, Nachrichten aus Deutschland, Berichte und Kommentare zum Krieg in Europa, Berichte über Erklärungen, Positionen und Publikationen aus anderen Zentren des antifaschistischen Exils (Großbritannien, USA, Mexiko) und Rezensionen antifaschistischer Literatur.“ Österreichische Emigranten gestalteten eigene Seiten, und zeitweilig lag der Zeitschrift die von Pieter Siemsen, dem Sohn von August Siemsen, erstellte Jugendbeilage „Heute und Morgen“ bei.
In den Anfangsjahren erschienen in der Zeitschrift viele Artikel von Autoren, die außerhalb Argentiniens in der Emigration lebten, so z. B. von dem in Peru lebenden Hans Löhr. Seine Artikel unterzeichnete er anfangs „... von einem Freund aus Rio Negro“; ab 1947 zeichnete er dann mit seinem Namen.
In den Nachkriegsjahren schrieben auch Autoren wie Hermann Ebeling (zeitweilig unter dem Pseudonym Henry Wilde), Heinz-Joachim Heydorn oder Minna Specht für die Zeitschrift.

## Das Andere Deutschlandnach dem Zweiten Weltkrieg
Nach Ende des Zweiten Weltkriegs wurde von Fritz Küster in Deutschland die Zeitung Das Andere Deutschland neugegründet. 1947 erreichte das Blatt eine Auflage von 150.000 Exemplaren. Es trat für eine Anerkennung der polnischen Westgrenze ein und forderte eine Entspannungs- und Aussöhnungspolitik mit den Staaten Osteuropas. Ebenso unterstützte die Zeitung die Paulskirchenbewegung, die Kampagne Kampf dem Atomtod und die aufkommenden Ostermärsche. Von 1963 an wurde sie von Ingeborg Küster herausgegeben. Drei Jahre nach Fritz Küsters Tod im Jahre 1966 erschien die Zeitung zum letzten Mal.